# UV Волка
UV Волка (лат. UV Lupi) — одиночная переменная звезда в созвездии Волка на расстоянии приблизительно 2108 световых лет (около 646 парсеков) от Солнца. Видимая звёздная величина звезды — от +14,2m до +13,6m.

## Характеристики
UV Волка — жёлтый карлик, пульсирующая переменная звезда (S:) спектрального класса G. Радиус — около 1,12 солнечного, светимость — около 1,232 солнечных. Эффективная температура — около 5746 K.